# The Dark Half
The Dark Half (br: A Metade Negra / pt: A Face Oculta) é um filme estadunidense de 1993, do gênero terror psicológico, dirigido por George A. Romero, adaptado da obra homônima de Stephen King.

## Sinopse
O filme conta a história do escritor Thad Beaumont (Timothy Hutton). Apesar de ter seu livro elogiado pela crítica, Beaumont não é um sucesso em vendas. Entretanto, os livros que ele escreve com o pseudônimo de George Stark são sucesso de vendas. Após ser chantageado por um estudante de direito que ameaça revelar esse fato, Beaumont resolve comunicar oficialmente a imprensa de que ele escrevia com o pseudônimo e "matar" George Stark, encerrando sua carreira. O problema é que George Stark (Timothy Hutton) se torna uma pessoa de verdade e começa a perseguir Beaumont.

## Elenco
- Timothy Hutton .... Thad Beaumont / George Stark
- Amy Madigan .... Liz Beaumont
- Michael Rooker .... xerife Alan Pangborn
- Julie Harris ....	Reggie Delesseps
- Robert Joy .... Fred Clawson
- Kent Broadhurst .... Mike Donaldson
- Beth Grant ..... Shayla Beaumont
- Rutanya Alda ....	Miriam Cowley
- Tom Mardirosian .... Rick Cowley
- Larry John Meyers .... Dr. Pritchard
- Patrick Brannan .... Thad Beaumont jovem
- Royal Dano .... Digger Holt
- Glenn Colerider .... Homer Gamache
- Sarah Parker ....	Wendy Beaumont / William Beaumont
- Elizabeth Parker .... Wendy Beaumont / William Beaumont